# 2017年亚洲冬季运动会蒙古代表团
2017年亞洲冬季運動會蒙古代表團是蒙古國派出的2017年亞洲冬季運動會代表團。該國參加四項運動共七個項目的賽事，由46名運動員組成，比六年前參加上屆運動會的運動員人數減少了 6 名。